# Lipov veščec
Lipov veščec (znanstveno ime Mimas tiliae je vrsta veščcev, ki je razširjena po vsej Palearktiki in Bližnjem vzhodu, pa tudi v vzhodni Kanadi. 
Obstaja veliko različnih oblik in barvnih variacij lipovega veščca. Preko kril meri med 70 in 80 mm. Samci so manjši in bolj pisani od samic. Osnovna barve prednjih kril je pri samicah običajno rjava, pri samcih pa zelenkasto rjava. Na prednjih krilih sta običajno dve temno rjavi pegi. Zadek samic je debel in raven, v njem pa so že ob preobrazbi jajčeca. Zadek samcev je ozek in zavit. 
Najpogostejše različice lipovega veščca so:
- f. brunnea Bartel zemeljsko rjava
- f. pallida Tutt zemeljsko siva
- f. lutescens Tutt rumena
- f. virescens Tutt zemeljsko zelena
- f. transversa Tutt temna proga preko prednjih kril
- f. tiliae proga preko kril je prekinjena
- f. obsoleta Clark proge preko kril ni

Lipov veščec leta ponoči v maju in juniju Odrasle živali se ne hranijo.
- Gosenica
- Buba

- Mimas tiliae ♂ - MHNT
- Mimas tiliae ♂ spodnja stran - MHNT
- Mimas tiliae ♀ - MHNT
- Mimas tiliae ♀ spodnja stran - MHNT

Ličinka je zelena z rumenimi in rdečimi pikami po bokih ter modrim rogom na zadnjem delu trupa, kar je značilno za družino veščcev. Najpogosteje se hrani z lipovimi listi, pa tudi z listi nekaterih drugih dreves. Pred zabubljanjem se barva gosenic spremeni. Postanejo škrlatno sive barve in se razidejo v iskanju mesta, kjer se bodo zabubile Lipov veščec prezimi kot buba v zemlji ob vznožju gostiteljskega drevesa. 

## Gostiteljske rastline
- Jelša
- Breza
- Murva
- Prunus
- Hrast
- Lipa
- Brest